# Crest of a Knave
Crest of a Knave — шістнадцятий студійний альбом англійської групи Jethro Tull, який був випущений 11 вересня 1987 року.

## Композиції
1. Steel Monkey — 3:39
2. Farm on the Freeway — 6:31
3. Jump Start — 4:55
4. Said She Was a Dancer — 3:43
5. Dogs in the Midwinter — 4:37
6. Budapest — 10:05
7. Mountain Men — 6:20
8. The Waking Edge — 4:49
9. Raising Steam — 4:05

## Учасники запису
- Мартін Барр — гітара
- Ян Андерсон — гітара, барабани, вокал
- Дейв Пегг — бас-гітара